# Svatoslav Galík
Svatoslav Galík (31. ledna 1938 Zlín – 27. listopadu 2019) byl československý reprezentant v orientačním běhu. Jeho největším úspěchem je bronzová medaile ze štafetového závodu mistrovství světa v roce 1970, kterou vybojoval spolu s Zdeňkem Lenhartem, Bohuslavem Beránkem a Jaroslavem Jaškem, přičemž to byla vůbec první medaile z mistrovství světa v orientačním běhu pro Československo.

## Život
Po ukončení kariéry a přestěhování do Velkých Karlovic se věnoval běžeckému lyžování a cyklistice. Ve Velkých Karlovicích-Léskovém byl nejprve správcem rekreačního střediska n. p. Svit, po roce 1990 jej vlastnil a provozoval pod jménem Hotel Galik.
V roce 2007 se umístil v první dvacítce ankety Osobnost roku 2007 ve Zlínském kraji.

## Sportovní kariéra
Původně začínal s fotbalem a hokejem, po návratu z vojny, kterou strávil jako výsadkář, se v tehdejším Gottwaldově v roce 1960 dostal k orientačnímu běhu. V roce 1964 již reprezentoval Československo na Mistrovství Evropy ve Švýcarsku a pak pravidelně až do roku 1972.

### Umístění na MS a ME
| Mistrovství světa v orientačním běhu | Mistrovství světa v orientačním běhu | Mistrovství světa v orientačním běhu |
| Rok                                  | Klasika                              | Štafety                              |
| ------------------------------------ | ------------------------------------ | ------------------------------------ |
| Fiskars 1966                         | 23. místo                            | 6. místo                             |
| Linköping 1968                       | 24. místo                            | 7. místo                             |
| Friedrichsroda 1970                  | 21. místo                            | 3. místo                             |

| Mistrovství Evropy v orientačním běhu | Mistrovství Evropy v orientačním běhu | Mistrovství Evropy v orientačním běhu |
| Rok                                   | Klasika                               | Štafety                               |
| ------------------------------------- | ------------------------------------- | ------------------------------------- |
| Le Brassus 1964                       | 50. místo                             | 7. místo                              |

### Umístění na MČSR
| MČSR 1966 | H21 - muži | 1. místo  |          |           | TJ Gottwaldov |
| MČSR 1967 | H21 - muži | 2. místo  |          |           | TJ Gottwaldov |
| MČSR 1968 | H21 - muži | 1. místo  |          |           | TJ Gottwaldov |
| MČSR 1969 | H21 - muži | 6. místo  |          |           | TJ Gottwaldov |
| MČSR 1970 | H21 - muži | 10. místo |          |           | TJ Gottwaldov |
| MČSR 1971 | H21 - muži | 8. místo  | 2. místo | 6. místo  | TJ Gottwaldov |
| MČSR 1972 | H21 - muži | 2. místo  | 1. místo | 5. místo  | TJ Gottwaldov |
| MČSR 1973 | H21 - muži | 15. místo | 5. místo | 22. místo | TJ Gottwaldov |